# Талпа-Огразиле (Телеорман)
Талпа-Огразиле (рум. Talpa-Ogrăzile) насеље је у Румунији у округу Телеорман у општини Талпа. Oпштина се налази на надморској висини од 118 m.

## Становништво
Према подацима из 2002. године у насељу је живело 1176 становника, од којих су сви румунске националности.